# Хуарес (Техас)
Хуарес (англ. Juarez) — переписна місцевість (CDP) в США, в окрузі Камерон штату Техас. Населення — 642 особи (2020).

## Географія
Хуарес розташований за координатами 26°12′3″ пн. ш. 97°43′47″ зх. д. / 26.20083° пн. ш. 97.72972° зх. д. (26.200902, -97.729622).  За даними Бюро перепису населення США в 2010 році переписна місцевість мала площу 0,51 км², уся площа — суходіл.

## Демографія
Згідно з переписом 2010 року, у переписній місцевості мешкало 1017 осіб у 270 домогосподарствах у складі 224 родин. Густота населення становила 1985 осіб/км².  Було 290 помешкань (566/км²).
Расовий склад населення:
| - 89,4 % — білих - 0,3 % — корінних американців - 0,2 % — азіатів - 9,8 % — осіб інших рас |

До двох чи більше рас належало 0,3 %. Частка іспаномовних становила 96,9 % від усіх жителів.
За віковим діапазоном населення розподілялося таким чином: 33,7 % — особи молодші 18 років, 55,5 % — особи у віці 18—64 років, 10,8 % — особи у віці 65 років та старші. Медіана віку мешканця становила 28,8 року. На 100 осіб жіночої статі у переписній місцевості припадало 99,4 чоловіків;  на 100 жінок у віці від 18 років та старших — 93,7 чоловіків також старших 18 років.
Середній дохід на одне домашнє господарство  становив 20 624 долари США (медіана — 14 449), а середній дохід на одну сім'ю — 27 376 доларів (медіана — 21 324). 
Цивільне працевлаштоване населення становило 110 осіб. Основні галузі зайнятості: публічна адміністрація — 45,5 %, транспорт — 17,3 %, освіта, охорона здоров'я та соціальна допомога — 16,4 %.